# Jonathan Kindermans
Jonathan Kindermans (27 december 1994) is een Belgisch voormalig voetballer die als middenvelder speelde. Hij is de zoon van gewezen voetballer Jean Kindermans.

## Clubcarrière
Kindermans stroomde door vanuit de jeugd van RSC Anderlecht. Dat verhuurde hem tijdens het seizoen 2014/15 aan Telstar, dat op dat moment in de Eerste divisie uitkwam. Hij debuteerde op 11 augustus 2014 in het shirt van Telstar in het betaald voetbal. Hij speelde dat seizoen meer dan dertig wedstrijden en eindigde met de club als vijftiende.
Na afloop van de competitie 2014/15 verliet Kindermans Anderlecht definitief. Ditmaal tekende hij een tweejarig contract bij RKC Waalwijk, de nummer twintig van de voorbije jaargang in de Eerste divisie. In zijn verbintenis werd een optie opgenomen voor nog een seizoen.
Medio 2020 werd de 25-jarige Kindermans bij Lierse Kempenzonen na één seizoen doorgestuurd. Een basisplaats kon hij er niet veroveren. Sindsdien heeft hij geen profcontract meer getekend.

## Statistieken
| Seizoen         | Club                | Competitie              | Competitie  | Competitie | Beker       | Beker      | Totaal      | Totaal     |
| Seizoen         | Club                | Competitie              | Wedstrijden | Doelpunten | Wedstrijden | Doelpunten | Wedstrijden | Doelpunten |
| --------------- | ------------------- | ----------------------- | ----------- | ---------- | ----------- | ---------- | ----------- | ---------- |
| 2014/15         | → SC Telstar        | Keuken Kampioen Divisie | 31          | 6          | 1           | 0          | 32          | 6          |
| 2015/16         | RKC Waalwijk        | Keuken Kampioen Divisie | 16          | 2          | 1           | 0          | 17          | 2          |
| 2016/17         | Oud-Heverlee Leuven | Tweede klasse           | 21          | 2          | 2           | 0          | 23          | 2          |
| 2017/18         | → Union Sint-Gillis | Tweede klasse           | 5           | 1          | 0           | 0          | 5           | 1          |
| Carrière totaal | Carrière totaal     | Carrière totaal         | 73          | 11         | 4           | 0          | 77          | 11         |